# Гранд-Басса
Гранд-Басса (англ. Grand Bassa) — одно из графств Либерии. Административный центр — город Бьюкенен.

## География
Расположено в центральной части страны. Граничит с графствами: Ривер-Сесс (на востоке), Нимба (на северо-востоке), Бонг (на севере), Маргиби (на западе). На юге и юго-западе омывается водами Атлантического океана. Площадь составляет 7932 км².

## Население
Население по данным на 2008 год — 224 839 человек; средняя плотность населения — 28,35 чел./км².
Динамика численности населения графства по годам:
| 1984    | 1986    | 2008    | 2013    |
| ------- | ------- | ------- | ------- |
| 159 648 | 166 900 | 224 839 | 234 144 |

## Административное деление
Графство делится на 8 округов (население — 2008 г.):
- Коммонвелт (Commonwealth) (34 270 чел.)
- Округ №1 (District #1) (25 180 чел.)
- Округ №2 (District #2) (28 469 чел.)
- Округ №3 (District #3) (47 721 чел.)
- Округ №4 (District #4) (33 180 чел.)
- Никрин (Neekreen) (32 058 чел.)
- Оуэнсгров (Owensgrove) (13 687 чел.)
- Сент-Джон-Ривер (St. John River) (10 274 чел.)